# Francisco de Osuna
Francisco de Osuna, OFM (1492 ou 1497 - c. 1540) foi um frade espanhol e autor de algumas das obras mais influentes sobre a espiritualidade naquela nação no Séc XVI.
O seu livro O Alfabeto Espiritual Terceiro exerceu grande influência sobre Santa Teresa de Jesus. É considerada uma obra-prima do misticismo franciscano. Sua premissa do livro é que a amizade e a comunhão com Deus é possível nesta vida através da limpeza da própria consciência, entrando no coração e descansando em amoroso silêncio e, em seguida, elevando-se acima do coração para Deus.

## Vida

### Início da vida
Francisco nasceu na aldeia de Osuna, na província de Sevilha, não se sabe se em 1492 ou 1497 (ele mesmo não tinha certeza), era dos camponeses pobres, cujos nomes não são registrados. Em seus escritos, ele descreveu seus antepassados como estando por muito tempo aos serviços do Condes de Ureña. O próprio Francisco entrou em serviço militar, quando adolescente, no curso do qual ele viu a ação na conquista de Tripoli (25 de agosto de 1510) pela Espanha sob Pedro Navarro, Conde de Oliveto.
Depois do seu regresso a Espanha a partir da campanha, Francisco escolheu a carreira eclesiástica. Para este fim, ele se matriculou na Universidade de Sevilha, onde estudou Latina e retórica. Pouco depois, ele partiu com um amigo em uma peregrinação para o grande santuário de St. Tiago Maior em Santiago de Compostela. No curso dessa jornada, de acordo com seu próprio relato, ele teve uma experiência mística religiosa. Ele completou seus estudos em 1513, ao que ele recebeu o hábito do ramo Observador da Ordem dos Frades Menores, com o Província de Castela . Este foi um movimento de reforma na Ordem, em seguida, a generalizar-se na Espanha, que procurou re-estabelecer o primado da oração e pobreza vivendo como praticado por seu santo fundador, São Francisco de Assis.

### Noviciato
Francisco fez a sua profissão de votos religiosos em 1514, sob a direção do líder reformista, Francisco de Quiñones, Vigário da província e mais tarde Ministro Geral de toda a Ordem. Ele, então, retomou seus estudos, primeiro na província de Casa da Filosofia em Torrelaguna (1514-1518), seguido de estudos teológicos na Universidade Complutense, em seguida, ainda em Alcalá (1518-1522). Lá, ele dominou as três escolas de teologia ensinadas à época, escotismo, escolástica e o nominalismo de Gabriel Biel. Em 1523, Osuna entrou na casa de retiro Salceda, nas proximidades de Guadalajara, uma das oito casas de retiro, na província de Castela. Era uma casa isolada, grande o suficiente para acomodar até 24 religiosos, e com cinco ermidas nas colinas circundantes, para que se pudesse passar até uma semana em isolamento perfeito. A vida de Osuna havia sido estritamente regulamentada e dedicada à oração e à meditação. Como parte disso, ele praticou a recordação. Para desenvolver sua vida de oração interior, ele formulou máximas como um guia para a meditação, que ele organizados em ordem alfabética. Compôs três desses alfabetos. O Tercer Abercedario (1527), o Primero (1528), o Segundo, Cuarto o Ley de amor, Gracioso Convite (1530), Norte de Estados (1531). No final de 1536 ou início de 1537, Osuna retornou à Espanha. Nestes anos, ele compôs o Quinto e o Sexto alfabeto. Entre 1537 e 1540, os Primeiro, Segundo e Terceiro alfabetos, e o Convite Gracioso foram reeditados, embora não esteja claro se o próprio Osuna estava envolvido neste processo. Ele morreu em algum momento entre o final de 1540 e 31 de março de 1542. Uma nota em uma nova edição do Quinto alfabeto, de 31 de Março de 1542, noticiou aos leitores sobre a morte de Osuna.

### Orientador místico
Na verdade, Osuna foi o mais lido autor espiritual na Espanha entre 1527 e 1559. Suas obras em espanhol alcançaram 40 edições, e seu latim foi observado em 23 edições. O Terceiro Alfabeto Espiritual foi iniciado em Salceda, e provavelmente terminou em Escalona, onde acredita-se que Osuna tenha permanecido entre 1526 e 1530; foi publicado pela primeira vez em 1527, em Toledo. A popularidade do trabalho é demonstrada pelo fato de sua presença em várias edições nas décadas seguintes (1527, 1537, 1544, 1554, 1555, 1638, 1911). Salvo (1936) o estudo de Fidèle Ros de Osuna, a maioria dos estudos tem sido parcial. A edição de língua espanhola padrão do Terceiro Alfabeto Espiritual é a de Miguel Mir (Madrid, 1911), mas contém numerosos erros e omissões importantes, em parte, uma vez que se baseia na edição 1544 Burgos, não original edição 1527 Toledo - cerca de 50 linhas de texto são omitidos, e numerosas palavras aparecem como palavras diferentes. A edição de 1972, com base no texto de 1527, tentou corrigir este problema.